# Савченко Борис Володимирович
Борис Володимирович Савченко (рос. Борис Владимирович Савченко; нар. 10 липня 1986, Краснодар) – російський шахіст, гросмейстер від 2007 року.

## Шахова кар'єра
Неодноразово брав участь у фіналах чемпіонату Росії серед юніорів у різних вікових категоріях. Гросмейстерські норми виконав у таких містах, як: Москва (2005, меморіал Якова Естріна, поділив 1-ше місце разом з Яковом Нестеровим), Санкт-Петербургу (2006, меморіал Михайла Чигоріна, поділив 2-ге місце позаду Дмитра Бочарова, разом з Володимиром Бєловим, Андрієм Ричаговим i Антоном Шомоєвим), у Саратові (2006, посів 1-ше місце), а також на чемпіонаті Європи у Дрездені (2007).
До інших успіхів Бориса Савченка належать, зокрема,:
- посів 1-ше місце в Краснодарі (2002),
- поділив 1-ше місце в Москві (2003, разом з Фаррухом Амонатовим),
- поділив 1-ше місце в Казані (2003, разом з Микитою Вітюговим i Євгеном Томашевським),
- посів 1-ше місце в Москві (2004, меморіал Тиграна Петросяна),
- посів 1-ше місце в П'ятигорську (2004),
- поділив 1-ше місце в Саратові (2005, разом з Дмитром Свєтушкіним),
- поділив 1-ше місце у Воронежі (2007, разом з Фаррухом Амонатовим i Олександром Ластіним),
- посів 1-ше місце на Чемпіонаті Москви 2008,
- поділив 1-ше місце в Rønne (2008, разом з Nikitą Witiugowem),
- поділив 1-ше місце в Копенгагені (2008, турнір Politiken Cup, разом з Сергієм Тівяковим, Володимиром Малаховим, Юрієм Кузубовим, Петером Гейне Нільсеном i Йонні Гектором),
- поділив 1-ше місце в Баку (2009, разом з Гатою Камським),
- посів 1-ше місце в Москві (2013, турнір Moscow Open–A)[1],
- посів 1-ше місце в Нижньому Тагілі (2014)[2].

У 2007 році взяв участь у кубку світу, що відбувся в Ханти-Мансійську. У 1-му раунді поступився Олександрові Мотильову і вибув з подальшої боротьби.
Найвищий рейтинг Ело дотепер мав станом на 1 квітня 2009 року, досягнувши 2655 пунктів, посідав тоді 72-ге місце в світовій класифікації ФІДЕ.

## Зміни рейтингу
| На цьому місці має відображатися графік чи діаграма, однак з технічних причин його відображення наразі вимкнено. Будь ласка, не видаляйте код, який викликає це повідомлення. Розробники вже працюють для того, щоби відновити штатне функціонування цього графіка або діаграми. | |
| | На цьому місці має відображатися графік чи діаграма, однак з технічних причин його відображення наразі вимкнено. Будь ласка, не видаляйте код, який викликає це повідомлення. Розробники вже працюють для того, щоби відновити штатне функціонування цього графіка або діаграми. |